# Lega Nazionale A 1997 (football americano)
La Lega Nazionale A 1997 è stata la 12ª edizione del campionato di football americano di primo livello, organizzato dalla SAFV.

## Squadre partecipanti
| Club                 | Città     | Stadio | Sponsor ufficiale | Risultato nella stagione 1996 |
| -------------------- | --------- | ------ | ----------------- | ----------------------------- |
| Basilisk Meanmachine | Basilea   |        |                   | Semifinalisti                 |
| Bern Grizzlies       | Berna     |        |                   | Vincitori XI Swiss Bowl       |
| Geneva Seahawks      | Ginevra   |        |                   | Finalisti                     |
| Landquart Broncos    | Igis      |        |                   | Playout                       |
| Seaside Vipers       | San Gallo |        |                   | Semifinalisti                 |
| Zürich Renegades     | Zurigo    |        |                   | Playout                       |

## Stagione regolare

### Calendario

#### 1ª giornata
| 6 aprile 1997 | Basilisk Meanmachine | 6 – 31 | Landquart Broncos |  |

| 6 aprile 1997 | Geneva Seahawks | 8 – 56 | Seaside Vipers |  |

| 6 aprile 1997 | Bern Grizzlies | 48 – 0 | Zürich Renegades |  |

#### 2ª giornata
| 13 aprile 1997 | Zürich Renegades | 16 – 6 | Geneva Seahawks |  |

| 13 aprile 1997 | Landquart Broncos | 6 – 17 | Bern Grizzlies |  |

#### 3ª giornata
| 27 aprile 1997 | Basilisk Meanmachine | 14 – 35 | Bern Grizzlies |  |

| 27 aprile 1997 | Geneva Seahawks | 8 – 7 | Landquart Broncos |  |

#### 4ª giornata
| 4 maggio 1997 | Basilisk Meanmachine | 27 – 8 | Geneva Seahawks |  |

| 4 maggio 1997 | Bern Grizzlies | 38 – 28 | Seaside Vipers |  |

| 4 maggio 1997 | Landquart Broncos | 12 – 8 | Zürich Renegades |  |

#### 5ª giornata
| 11 maggio 1997 | Seaside Vipers | 41 – 6 | Landquart Broncos |  |

| 11 maggio 1997 | Zürich Renegades | 3 – 20 | Basilisk Meanmachine |  |

#### 6ª giornata
| 24 maggio 1997 | Seaside Vipers | 30 – 26 | Basilisk Meanmachine |  |

#### 7ª giornata
| 1º giugno 1997 | Basilisk Meanmachine | 18 – 6 | Seaside Vipers |  |

| 1º giugno 1997 | Zürich Renegades | 14 – 0 | Landquart Broncos |  |

#### 8ª giornata
| 8 giugno 1997 | Landquart Broncos | 29 – 7 | Basilisk Meanmachine |  |

#### 9ª giornata
| 14 giugno 1997 | Seaside Vipers | 32 – 36 | Bern Grizzlies |  |

#### 10ª giornata
| 22 giugno 1997 | Bern Grizzlies | 31 – 21 | Basilisk Meanmachine |  |

#### 11ª giornata
| 25 giugno 1997 | Zürich Renegades | 7 – 35 | Seaside Vipers |  |

### Classifica
La classifica della regular season è la seguente:
- PCT = percentuale di vittorie, G = partite giocate, V = partite vinte, P = partite perse, PF = punti fatti, PS = punti subiti
- La qualificazione ai playoff è indicata in verde

| Pos. | Squadra              | PCT   | G | V | P | PF  | PS  |
| ---- | -------------------- | ----- | - | - | - | --- | --- |
| 1    | Bern Grizzlies       | 1.000 | 6 | 6 | 0 | 205 | 101 |
| 2    | Seaside Vipers       | .571  | 7 | 4 | 3 | 228 | 139 |
| 3    | Landquart Broncos    | .429  | 7 | 3 | 4 | 91  | 101 |
| 4    | Basilisk Meanmachine | .375  | 8 | 3 | 5 | 139 | 173 |
| 5    | Zürich Renegades     | .333  | 6 | 2 | 4 | 48  | 121 |
| 6    | Geneva Seahawks      | .250  | 4 | 1 | 3 | 30  | 106 |

## Playoff e playout

### Tabellone playoff
|  | Semifinali | Semifinali           | Semifinali |                |    | XII Swiss Bowl | XII Swiss Bowl | XII Swiss Bowl |  |
|  |            |                      |            |                |    |                |                |                |  |
|  | 1          | Bern Grizzlies       | 24         |                |    |                |                |                |  |
|  | 1          | Bern Grizzlies       | 24         |                |    |                |                |                |  |
|  | 4          | Basilisk Meanmachine | 7          |                |    |                |                |                |  |
|  | 4          | Basilisk Meanmachine | 7          |                | 1  | Bern Grizzlies | 21             |                |  |
|  |            |                      |            |                | 1  | Bern Grizzlies | 21             |                |  |
|  |            |                      | 2          | Seaside Vipers | 31 |                |                |                |  |
|  | 3          | Landquart Broncos    | 2          | Seaside Vipers | 31 | 0              |                |                |  |
|  | 3          | Landquart Broncos    |            |                |    |                |                |                |  |
|  | 2          | Seaside Vipers       | 30         |                |    |                |                |                |  |

### Semifinali
| 29 giugno 1997 | Bern Grizzlies | 24 – 7 | Basilisk Meanmachine |  |

| 29 giugno 1997 | Seaside Vipers | 30 – 0 | Landquart Broncos |  |

### Playout
| 6 luglio 1997 | Lausanne Sharks | 0 – 16 | Zürich Renegades |  |

### XII Swiss Bowl
| San Gallo 12 luglio 1997 | Bern Grizzlies | 21 – 31 | Seaside Vipers |  |

## Verdetti
- Seaside Vipers Campioni di Svizzera 1997